# Жнін (гміна)
Гміна Жнін (пол. Gmina Żnin) — місько-сільська гміна у північній Польщі. Належить до Жнінського повіту Куявсько-Поморського воєводства.
Станом на 31 грудня 2011 у гміні проживало 24665 осіб.

## Площа
Згідно з даними за 2007 рік площа гміни становила 251.55 км², у тому числі:
- орні землі: 81.00%
- ліси: 6.00%

Таким чином, площа гміни становить 25.55% площі повіту.

## Населення
Станом на 31 грудня 2011:
| Опис     | Загалом | Загалом | Чоловіки | Чоловіки | Жінки | Жінки |
| -------- | ------- | ------- | -------- | -------- | ----- | ----- |
| одиниця  | осіб    | %       | осіб     | %        | осіб  | %     |
| все      | 24665   | 100     | 12104    | 49.07    | 12561 | 50.93 |
| міське   | 14358   | 100     | 6893     | 48.01    | 7465  | 51.99 |
| сільське | 10307   | 100     | 5211     | 50.56    | 5096  | 49.44 |

## Сусідні гміни
Гміна Жнін межує з такими гмінами: Барцин, Дамаславек, Домброва, Ґонсава, Яновець-Велькопольський, Кциня, Лабішин, Роґово, Шубін, Вапно.